# Antonio Longás
Antonio Longás Ferrer (Zaragoza, Aragón, 24 de agosto de 1984) es un futbolista español. Juega de mediocentro o pivote defensivo y actualmente milita en el Centre d'Esports Sabadell Futbol Club.

## Biografía
Casi toda su carrera deportiva está ligada al Real Zaragoza, club donde se formó y forjó como futbolista desde sus categorías inferiores. Desde 2002 perteneció a la plantilla del Real Zaragoza B, para más tarde pasar a la primera plantilla en Primera División de España, concretamente, en la temporada 2006-2007. En dicha temporada, hizo su debut en el fútbol profesional en la jornada 3ª (partido Real Zaragoza 2 - 0 RCD Mallorca). 
En verano de 2007 aceptó su cesión por una temporada al CD Tenerife en Segunda División de España donde cuajó una gran temporada.
En la temporada 2008-2009 se desvinculó del equipo maño y fue fichado por FC Barcelona, donde jugó en el filial barcelonista Barcelona B, y llegando a entrenar con el primer equipo a las órdenes de Pep Guardiola, que finalmente conquistaría el famoso Sextete (Liga, Copa del Rey, UEFA Champions League, Supercopa de España, Supercopa de Europa y el Mundial de Clubes).
En la temporada 2009-2010 fue fichado por el FC Cartagena, equipo de la Segunda División de España, donde se hizo rápidamente con la batuta del equipo en el mediocampo, siendo uno de los jugadores con mayor calidad de la plantilla y cerrando una magnífica temporada para el fútbol cartagenero, que rozó el ascenso a Primera División de España.
La temporada 2010/2011 Longás continúa en el FC Cartagena, si bien no logra ofrecer el rendimiento de la anterior temporada, siendo muy irregular. Contribuye a otra gran campaña del equipo departamental que lucha durante toda la temporada por los play off de ascenso a Primera División, aunque un bajón en el último tramo les hace perder todas sus opciones de ascenso. Durante estas dos temporadas fue uno de los jugadores clave del equipo.
Tras su marcha del FC Cartagena, se convierte en el primer fichaje del Gimnàstic de Tarragona para la temporada 2011-2012. Firmó por dos temporadas con opción a otra. Con el descenso del club tarraconense a Segunda División B.
Longás se convierte en el segundo fichaje del Racing de Santander y firma por dos temporadas.
Tras retirarse del fútbol profesional, colaboró con la web leonsepia.com en la que llevó a cabo una serie de artículos en los que unía su pasión por el cine con el análisis de la actualidad del Real Zaragoza en una sección denominada "Fuera de foco". 

## Clubes
Actualizado a 4 de junio de 2011
| Club                                  | Categoría          | Año       | Partidos | Goles |
| ------------------------------------- | ------------------ | --------- | -------- | ----- |
| Real Zaragoza B                       | Segunda División B | 2002/2003 | S/D      | S/D   |
| Real Zaragoza B                       | Segunda División B | 2003/2004 | 15       | 0     |
| Real Zaragoza B                       | Segunda División B | 2004/2005 | 34       | 2     |
| Real Zaragoza B                       | Segunda División B | 2005/2006 | 37       | 1     |
| Real Zaragoza                         | Primera División   | 2006/2007 | 10       | 0     |
| CD Tenerife                           | Segunda División   | 2007/2008 | 28       | 1     |
| Futbol Club Barcelona Atlètic         | Segunda B          | 2008/2009 | 30       | 2     |
| FC Cartagena                          | Segunda División   | 2009/2010 | 36       | 0     |
| FC Cartagena                          | Segunda División   | 2010/2011 | 37       | 1     |
| Club Gimnàstic de Tarragona           | Segunda División   | 2011/2012 | 39       | 2     |
| Real Racing Club de Santander         | Segunda División   | 2012-2013 | 0        | 0     |
| Centre d'Esports Sabadell Futbol Club | Segunda División   | 2013-2015 |          |       |